# Stay Awake (Film)
Stay Awake ist ein Filmdrama von Jamie Sisley, das im Februar 2022 bei der Berlinale seine Premiere feierte und im August 2023 in die US-Kinos kommen soll.

## Handlung
Die Brüder Ethan und Derek leben bei ihrer alleinerziehenden Mutter Michelle in Langford in Virginia. Regelmäßig bringen sie die medikamentenabhängige Frau in die Notaufnahme und versuchen sie während der Fahrten mit allen Mitteln wach zu halten und nicht bewusstlos werden zu lassen. Sie singen laut Lieder, von denen sie wissen, dass ihre Mutter sie kennt. Sie kennen die Mitarbeiter des Krankenhauses bereits alle beim Namen. Bis es ihrer Mutter wieder besser geht, sitzen sie in der Kantine, und wenn Michelle aufwacht, warten oder schlafen ihre Söhne meist vor ihrem Bett.
Ethan arbeitet gemeinsam mit seiner Freundin Melanie in einem Ice Drive Inn. Sie sind seit zwei Jahren zusammen. Sein Bruder Derek arbeitet in einer Bowlinghalle. Als Ethan eine Zusage fürs College erhält, freut sich sein Bruder mit ihm. Er ist der erste aus der Familie, der aufs College geht.
Als sie wieder die Mutter ins Krankenhaus bringen wollen, baut Derek abgelenkt einen Unfall. Dafür, dass nun auch sein Bruder im Krankenhaus liegt, gibt Ethan seiner Mutter die Schuld. Als sie erwacht, sitzen ihre beiden Jungs, wie sonst üblich, nicht an ihrem Bett. Wyatt erklärt ihr, sie solle endlich eine Entziehung machen. Vor allem aber glaubt er, sein Bruder werde das alles nicht alleine schaffen, wenn er fort ist.
Sie bringen sie in einer Einrichtung in Serenity Springs unter, und Derek verschickt fortan die Päckchen mit den Dessous und BHs, womit Michelle eigentlich das Geld für die Familie verdient. Weil die Entziehung teuer ist, bewirbt sich Derek auch als Darsteller für TV-Werbespots, und Ethan coacht ihn hierfür. Als er zu einem weiteren Casting nach Richmond soll, gibt ihm Ethan seine gesamten Ersparnisse, damit sein Bruder sich die Bustickets leisten kann.
Regelmäßig besuchen sie ihre Mutter in der Einrichtung und nehmen an Gesprächen mit ihrem Therapeuten teil, in denen besonders Ethan ihr mangelndes Verantwortungsgefühl ihnen gegenüber zur Sprache bringt. Als sie von Ethans Zusage erfährt und sieht, wie sie die Situation zu Hause auch ohne sie meistern, zeigt sie sich stolz auf die beiden. Sie habe es gar nicht verdient, ihre Mutter zu sein.
Als Michelle einige Tage später die Einrichtung verlässt, ist niemand da, der sie abholt, und ihre beiden Söhne, denen seit dem Unfall kein Auto mehr zur Verfügung steht, warten vergeblich zu Hause auf ihre Rückkehr. Gemeinsam suchen Ethan und Derek überall nach ihr, auch im Krankenhaus. Bei einer Leiche, die man Ethan dort zeigt, handelt es sich aber nicht um die Mutter.

## Produktion

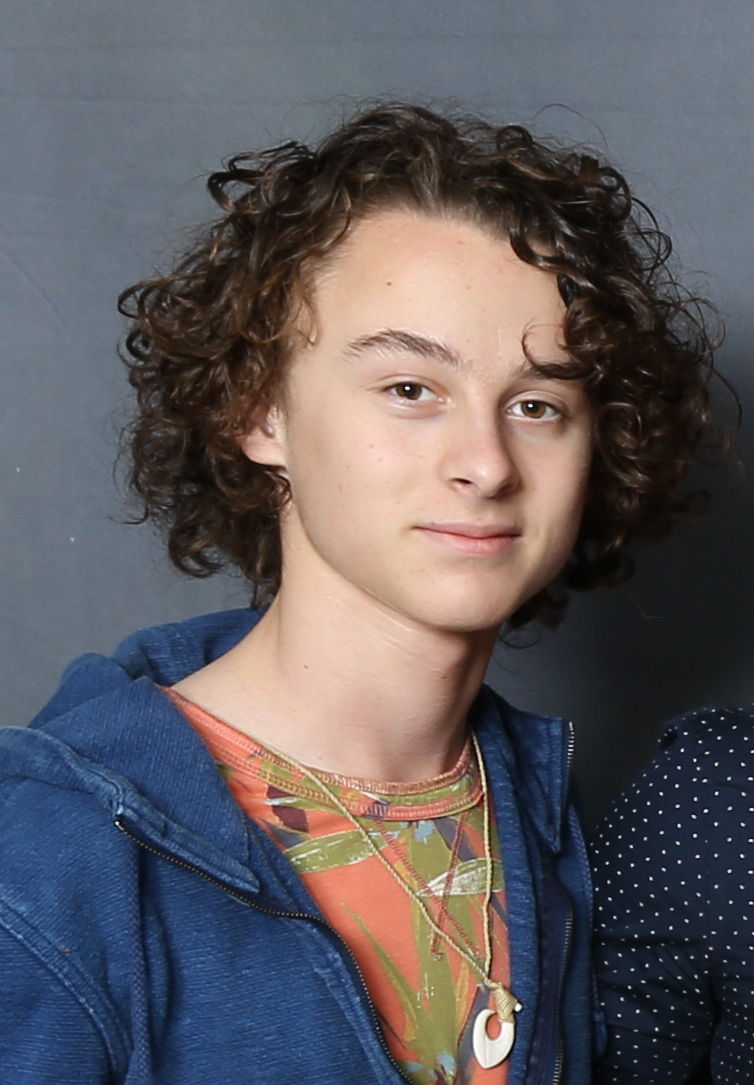
Wyatt Oleff spielt Ethan

Regie führte Jamie Sisley, der auch das Drehbuch schrieb. Es handelt sich um sein Langfilmdebüt und eine Weiterentwicklung seines gleichnamigen Kurzfilms aus dem Jahr 2015.
Wyatt Oleff und Fin Argus spielen in den Hauptrollen die Brüder Ethan und Derek. Chrissy Metz spielt ihre Mutter Michelle, Cree Cicchino Ethans Freundin Melanie.
Als Kameramann fungierte der Mexikaner Alejandro Mejia. Die Filmmusik komponierte Ben Sollee.
Die Filmmusik steuerte der Cellist und Singer-Songwriter Ben Sollee bei.
Die Premiere erfolgte am 12. Februar 2022 bei den Internationalen Filmfestspielen in Berlin, wo der Film in der Sektion Generation gezeigt wurde. Ende April 2022 eröffnete Stay Awake das San Francisco International Film Festival. Im Juli 2022 wurde er beim Galway Film Fleadh gezeigt. Anfang September 2022 wurde er beim Festival des amerikanischen Films in Deauville im Hauptwettbewerb vorgestellt. Im April 2023 wurde er beim Florida Film Festival gezeigt. Am 15. August 2023 soll der Film in ausgewählte US-Kinos kommen.

## Rezeption

### Kritiken
Von den bei Rotten Tomatoes aufgeführten Kritiken sind 90 Prozent positiv.

### Auszeichnungen
Festival des amerikanischen Films 2022
- Nominierung im Hauptwettbewerb[9]

Florida Film Festival 2023
- Nominierung im Spielfilm-Wettbewerb[6]

Galway Film Fleadh 2022
- Auszeichnung mit den Young Audience Award[10]

Internationale Filmfestspiele Berlin 2022
- Lobende Erwähnung im Wettbewerb Generation 14plus
- Auszeichnung der AG Kino – Cinema Visions im Wettbewerb Generation 14plus
- Nominierung für den GWFF Preis Bester Erstlingsfilm[11][12][13][14]